# Balam (Cameroun)
Balam est un village du département du Nkam au Cameroun. Situé dans la commune rurale de Ndobian, il est localisé à 28 km de Nkondjock, sur la piste piétonne qui lie Nkondjock à Ndobian. 

## Population et environnement
En 1967, le village de Balam  avait 63 habitants. La population est essentiellement composée des Biboum. La population de Balam était de 4 habitants dont 1 homme et 3 femmes, lors du recensement de 2005. 